# Takemikazuchi
Takemikazuchi (jap. タケミカヅチ; bzw. 建御雷之男神 (タケミカヅチノヲ), Takemikazuchi-no-wo(-no-kami) oder タケミカヅチノオ, Takemikazuchi-no-o(-no-kami); Karl Florenz übersetzt mit ‚Tapfer-gewaltiger-Altehrwürdiger Mann‘ und ‚Tapferer Klingenglänzender Altehrwürdiger Gott‘) alias Take-futsu-no-kami (建布都神(タケフツ), bei Florenz ‚Tapfer-zischend‘) oder auch Toyo-futsu-no-kami (豊布都神(トヨフツ), bei Florenz ‚Reichlich-zischend‘) ist ein Kami in der Mythologie des Shintō.
Dem Kojiki zufolge wurde er aus dem Blut des Kagutsuchi geboren, das vom Schwert des Izanagi auf die umliegenden Felsen getropft war, nachdem dieser jenen erschlagen hatte. Somit ist er der Sohn des Kami von Izanagis Schwert (Ame-no- bzw. Itsu-no-wo-ha-bari-no-kami, bei Florenz ‚Der Gewaltige männliche Schwertschneiden-breite‘ oder ‚der Gewaltige vorn an der Schneide Verbreiterte‘). Dagegen wird er in einer Variante des Nihonshoki sowie im Kogoshūi als ein Sohn bzw. Nachkomme des ebenfalls aus dem Blut des Kagutsuchi entstandenen Mika-haya-hi-(oder bi-)-no-kami.
Er gilt oft als ein Donner-Kami und wird (zusammen mit Futsunushi, mit dem er auch manchmal identifiziert wird) als Gottheit des Krieges verehrt, darüber hinaus gilt er auch als Ujigami der Bogenmacher, sowie Gottheit der Jūdōka und Kenshi. Sein Hauptschrein ist der Kashima-jingū in der japanischen Stadt Kashima (Präfektur Ibaraki), auf dessen Standort er als Kashima Daimyōjin den Erdbeben-Kami Namazu eingeschlossen haben soll, wenngleich der ursprünglich dort verehrte Kashima no ōkami ursprünglich wohl eine separate Lokalgottheit war.
Weitere Schreine, in denen er mit Futsunushi zusammen verehrt wird, sind der Kashima-Schrein in Shirakawa, die 47 Koshiō-Schreine im Nordwesten von Honshū, der Ariga-Schrein in Mito und der Ozaki-Schrein (ein massha der Drei Berge von Dewa). In den unzähligen Toyo-futsu-Schreinen wird zudem auch behauptet, dass der dort verehrte Haupt-Kami mit Takemikazuchi identisch sei.

## Kuniyuzuri
Takemikazuchis bekannteste Tat dürfte gewesen sein, im Auftrag der himmlischen Kami (amatsukami, stellvertretend durch Amaterasu und Takagi) für diese das „Mittelland des Schilfgefildes“ (Japan) vom Irdischen Kami (kunitsukami) Ōkuninushi in Besitz genommen zu haben (kuniyuzuri; wozu zuerst sein Vater Itsu-no-wo-ha-bari-no-kami auserkoren war, der aber seinen Sohn empfahl).
Im Kojiki wurde ihm vor seinem Abstieg zum Strändchen (o-bama) der Stadt Inasa im Land Izumo noch Ame-tori-no-fune (bei Florenz das „Himmlische Vogel-Boot“), im Nihonshoki Futsunushi zur Seite gestellt.
In einer alternativen Nihonshoki-Version vollzog sich vor dem Abstieg noch eine merkwürdige Episode: Futsunushi und Takemikazuchi bitten darum, dass ein „böser (ashiki) Himmlischer Kami“ namens Ama-tsu-mika-hoshi oder Ame-no-kagase-wo vor der Ausführung ihres Auftrages hingerichtet (tsumi-nafu) werden möge. Bei diesem handelt es sich um den Kami der Sterne. In der Hauptversion des Nihonshoki fehlt diese Episode, siehe dazu weiter unten.
Im Lande Izumo angekommen steckten die Kami ihre Schwerter mit dem Griff nach unten auf einen Wellenkamm (im Kojiki) bzw. in die Erde (im Nihonshoki) und setzten sich im Schneidersitz auf die Spitzen der Schwerter, worauf sie mit ihren Verhandlungen begannen.
Im Kojiki ließ Ōkuninushi die Frage der beiden Kami, ob er das Land dem erlauchten Kinde der Himmlischen Kami überlassen wolle, von seinen beiden Söhnen, Ya-he-koto-shiro-nushi (bei Florenz „Der die achtfachen (alle) Dinge regierender Herr“) und Take-mi-na-kata (bei Florenz „Tapferer ruhmvoller Ehrwürdiger“; zusammen mit seiner Frau Haupt-Kami im Suwa-Taisha), beantworten. Während der erstere, beim Vogel- und Fischfang am Kap Miho beschäftigt, sofort gehorchte, verlangte Take-mi-na-kata, Felsen mit seinen Fingerspitzen herantragend, nach einem Kräftevergleich, den Takemikazuchi für sich entscheiden konnte, nachdem dieser jenen zum Suwa-See im Lande Shinano gejagt und beinahe getötet hatte. So gehorchte auch Take-mi-na-kata der Bitte der Himmlischen Kami, um verschont zu werden. Letztere Episode fehlt im Nihonshoki.
Also dankte Ōkuninushi ab, übergab die Macht an die Himmlischen Kami und verschwand in der Unterwelt. Im Kojiki bat er vorher noch um Kompensation in Form eines Palastes/Schreins (der auch sofort für ihn gebaut wurde; er wird zumeist mit dem Izumo no Ōyashiro identifiziert), im Nihonshoki übergab er stattdessen den Speer (hiro-hoko), mit dem er das Land unterworfen hatte.
In einer alternativen Nihonshoki-Version folgt hier noch eine Stelle, in der Futsunushi und Takemikazuchi zunächst noch die bösartigen (ashiki) Kami wie auch die verschiedenen Arten der Kräuter, Bäume und Steine töten. Einzig der Sternen-Kami (Hoshi-no-kami; bei Florenz „Der glänzend helle Mann“) widersetzte sich der Unterwerfung. Daher schicken Takemikazuchi und Futsunushi nach dem Weber-Kami (Shidori-no-kami; Florenz übersetzt auch wörtlich mit „der Gott des streifigen Gewebes“) Takehazuchi (bei Florenz „der ungestüme schnelle Altehrwürdige“, wörtlich übersetzt er mit „Tapfer-Blatt-Schlägel“), der den Sternen-Kami schließlich dazu brachte, sich zu unterwerfen.
Takemikazuchi und sein Begleiter begaben sich daraufhin zurück ins Himmelsgefilde und erstatteten Bericht, woraufhin erst Ame-no-oshi-ho-mimi gebeten wurde, das Land zu regieren. Dieser verwies jedoch auf seinen Sohn, Ninigi.

## Herabsendung des Querschwertes vom Himmel
Als der spätere Jimmu-tennō während seines Eroberungsfeldzugs bei Kumano von widrigen Mächten vergiftet worden war und dadurch mit seinem Heer in Ohnmacht gefallen war, kam Takakuraji aus Kumano, weckte Jimmu auf und erzählte ihm von einem Traum, in dem Amaterasu und Takamimusubi sich an Takemikazuchi wendeten, und ihm befohlen hätten, als ehemaliger Unterwerfer des Landes herabzusteigen und dort Jimmu zu helfen. Takemikazuchi lehnte es ab, selber herabzusteigen, sagte aber zu, sein Querschwert (Saji-futsu no Kami, Mika-futsu no Kami bzw. Futsu no Mitama) hinab zu Takakuraji zu senden, mit dem Jimmu alle widrigen Gottheiten zerschlagen und sein Heer wiedererwecken könne (was auch geschah).
Dieses Schwert ist aller Wahrscheinlichkeit nach dasselbe, mit dem Susanoo einst die Riesenschlange Yamatanoorochi erschlug und das gegenwärtig im Isonokami-jingū einlagern soll. Die Schriften schweigen sich allerdings darüber aus, wie dieses Schwert in den Besitz von Takemikazuchi gekommen sein sollte.